# غرومان إتش يو-16 الباتروس
غرومان إتش يو-16 الباتروس (بالإنجليزية: Grumman HU-16 Albatross)‏ هي طائرة برمائية أنتجت في 1949. من صناعة غرومان. كان أول طيران لها في 24 أكتوبر 1947. انتهت خدمتها في 1995 (Hellenic Navy). صنع منها 466 طائرة.

## المستخدمون
- القوات الجوية الأمريكية
- حرس السواحل الأمريكي
- بحرية الولايات المتحدة
- البحرية اليونانية